# Suregada decidua
Suregada decidua är en törelväxtart som beskrevs av Radcl.-sm.. Suregada decidua ingår i släktet Suregada och familjen törelväxter. Inga underarter finns listade i Catalogue of Life.